# Violació correctiva
Una violació correctiva o violació curativa és un delicte d'odi consistent a violar, sovint reiteradament, a una persona LGBTI+ amb l'objectiu de modificar la seva orientació sexual o la seva identitat de gènere. La voluntat del violador és "curar" aquella persona per a que segueixi els patrons cisheteronormatius, reforçant les idees de binarisme de gènere i el determinisme biològic. Aquestes violacions poden ser institucionals, comunitàries o familiars.

## Etimologia
L'expressió en català és una traducció literal de l'anglès corrective rape. Aquesta va ser utilitzada al començament del segle xxi per les organitzacions de defensa dels drets humans, en un principi per descriure les violacions comeses a Sud-àfrica per part d'homes contra les dones lesbianes.